# Дзинилор
Дзинилор (укр. Дзинілор) — посёлок, относится к Суворовской поселковой общине Измаильского района Одесской области Украины.
Население по переписи 2001 года составляло 154 человека. Почтовый индекс — 68311. Телефонный код — 4843. Занимает площадь 0,1 км². Код КОАТУУ — 5122383902.

## Население и национальный состав
По данным переписи населения Украины 2001 года распределение населения по национальному составу было следующим (в % от общей численности населения):
По Старотроянскому сельскому совету: общее количество жителей — 2463 чел., из них украинцев — 56 чел. (2,27 %); русские — 227 чел. (9,22 %); молдаване — 125 чел. (5,08 %); болгар — 740 чел. (30,04 %); гагаузов — 1308 чел. (53,11 %); другие — 7 чел (0,28 %).
По селу Старые Трояны: общее количество жителей — 2301 чел., из них украинцев — 41 чел. (1,78 %); русские — 165 чел. (7,17 %); молдаване — 81 чел. (3,52 %); болгар — 725 чел. (31,51 %); гагаузов — 1282 чел. (55,71 %); другие — 7 чел (0,31 %).
По пос. Дзинилор: общее количество жителей — 162 чел., из них украинцев — 15 чел. (9,26 %); русские — 62 чел. (38,27 %); молдаване — 44 чел. (27,16 %); болгар — 15 чел. (9,26 %); гагаузов — 26 чел. (16,05 %).
По данным переписи населения Украины 2001 года распределение населения по родному языку было следующим (в % от общей численности населения):
По Старотроянскому сельскому совету: украинский — 3,15 %; русский — 20,30 %; белорусский — 0,08 %; болгарский — 7,31 %; гагаузский — 66,16 %; молдавский — 2,86 %; немецкий — 0,04 %.
По селу Старые Трояны: украинский — 2,16 %; русский — 19,69 %; белорусский — 0,09 %; болгарский — 7,10 %; гагаузский — 69,57 %; молдавский — 1,30 %.
По поселку Дзинилор: украинский — 17,53 %; русский — 29,22 %; болгарский — 10,39 %; гагаузский — 16,88 %; молдавский — 25,32 %; немецкий — 0,65 %.

## Улицы
В селе три улицы: Мира, Дружбы и Привокзальная.